# GXG Markets
GXG Markets driver en Europeisk reglerad marknadsplats  / börs samt en MTF  (Multilateral Trading Facility),  inriktad mot små och medelstora bolag.  
GXG Markets är för närvarande aktivt i Danmark och England.

## Bakgrund
GXG Markets A/S är ett danskt företag grundat 1998 och hette tidigare Dansk AMP  . 
Företaget var det första i Danmark som erhöll tillstånd från Finansinspektionen att driva en auktoriserad marknadsplats.
I augusti 2010 förvärvades bolaget av svenska GXG Global Exchange Group .

## Handelsperiod
Normal handelperiod: 09:00 - 17:00 (CET)

## Valutor
DKK (Danska Kronor), GBP (Brittiska Pund), € (Euro)